# Thore Horve
Thore Horve (* 6. Oktober 1899 in Hetland bei Stavanger, Norwegen; † 15. August 1990 in Oslo) war ein norwegischer Marineoffizier, zuletzt Vizeadmiral, und Geschäftsmann. Er wurde durch seine Leistungen im Zweiten Weltkrieg, die Führung der norwegischen Marine von 1946 bis 1949 und noch einmal 1951, seine Rolle beim versuchten Aufbau der abessinischen Marine und seine späteren Bemühungen zur finanziellen Versorgung der norwegischen Marineveteranen bekannt.

## Familie
Thore Horves Eltern waren Samuel Horve Olsen (1868–1951) und dessen Frau Karen Schweine (geb. 1873). Er selbst heiratete im Jahre 1927 Bergljot Sollie (1903–1994), Tochter des Juristen und Parlamentsabgeordneten Harald Bredo Sollie (1871–1947) und dessen Frau Marie Louise Nygaard (1875–1945).

## Frühe Laufbahn
Horve wuchs in Stavanger auf und ging nach Beendigung seiner Schulzeit bereits im Jahre 1915, im Alter von 16 Jahren, zur See. Sein erstes Schiff war die Bark Carmanian, die am 25. April 1916 von dem deutschen U-Boot U 19 versenkt wurde. Zehn Mann der Besatzung, darunter Horve, konnten sich an die irische Küste retten; drei Mann kamen beim Kentern des zweiten Rettungsboote ums Leben. Danach diente Horve auf der Viermastbark Sovurain, später auf der Bark Hippen. 1917 trat er als Offizieranwärter in die norwegische Marine ein. Nach Abschluss der Marineakademie (Sjøkrigsskolen) im Jahre 1920 und Beförderung zum Sekondeleutnant diente er als Wachoffizier und später als Kommandant auf verschiedenen Schiffen. 1923 wurde er zum Premierleutnant befördert. In den Jahren bis 1940 diente er auf Torpedobooten, U-Booten und dem Minenleger Olav Tryggvason.

## Zweiter Weltkrieg

### Deutsche Invasion Norwegens

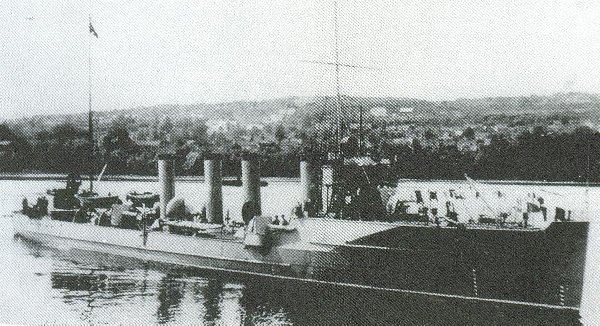
Die Draug

Beim Ausbruch des Zweiten Weltkriegs wurde Horve, 1939 zum Fregattenkapitän befördert, zum Kommandanten des alten Zerstörers Draug ernannt, der nach Jahren als Auflieger in Bergen am 5. September 1939 reaktiviert wurde, um zur Sicherung der norwegischen Neutralität beizutragen. Die Draug war in Haugesund stationiert und führte Sicherungs- und Geleitaufgaben entlang der norwegischen Westküste durch. Am 8. April 1940, dem Tag vor dem deutschen Überfall auf Norwegen, eskortierte sie das deutsche Kombischiff Seattle (7369 BRT), dem der Durchbruch von Curacao nördlich um Island nach Norwegen gelungen war, nach Süden, um eine Verletzung der norwegischen Neutralität zu verhindern. Nach Beendigung dieser Aufgabe erhielt Horve den Befehl, sofort nach Haugesund zu laufen und dort Kohlen zu bunkern. Dort erfuhr er am Nachmittag des 8. April vom Marsch deutscher Seestreitkräfte durch die dänischen Meerengen, von der Versenkung des deutschen Transportschiffs Rio de Janeiro durch das polnische U-Boot Orzeł vor Lillesand und von britischen Minenlegeaktionen vor der norwegischen Küste. Der Kommandeur des 2. Seeverteidigungsabschnitts, Konteradmiral Carsten Tank-Nielsen, teilte Horve mit, dass er den im Raum Bergen stationierten Schiffen den Befehl zum bewaffneten Widerstand gegen alle ausländischen Kriegsschiffe gegeben habe, die nach Bergen einzulaufen versuchten, und dass Horve in den folgenden Stunden seiner eigenen Einschätzung der Sachlage folgen solle.
In der Nacht zum 9. April patrouillierte die Draug im Karmsund. Um etwa 2:00 Uhr früh kam die Nachricht, dass die Küstenbatterien im Oslofjord das Feuer auf feindliche Kräfte unbekannter Herkunft eröffnet hatten. Um 4:00 Uhr brachte die Draug nach Warnschüssen ein ohne Flagge nordwärts durch den Karmsund fahrendes Schiff auf, das sich bei der Untersuchung in Haugesund als das deutsche Frachtmotorschiff Main (7624 BRT) herausstellte. Ihre Frachtpapiere besagten, die Main bringe 7000 Tonnen Koks nach Bergen, aber die Ladung bestand aus Kriegsmaterial für die deutschen Invasionstruppen in Trondheim, darunter insbesondere 2000 Minen. Da inzwischen Berichte von der deutschen Besetzung von Bergen und Stavanger eintrafen, entschloss sich Horve, mit der Main als Prise nach Großbritannien zu entkommen; dabei ignorierte er einen Befehl, zum Hardangerfjord zu laufen und dort deutschen Marineeinheiten die Einfahrt zu verwehren. Der Kapitän der Main weigerte sich zwar zunächst, Kurs auf die britischen Inseln zu nehmen, musste aber nach mehreren Warnschüssen und der Androhung der Torpedierung einlenken. Etwa 40 Seemeilen vor Haugesund wurden die beiden Schiffe am 9. April um 9:00 Uhr morgens von einem Bombenflugzeug der Luftwaffe angegriffen. Der Angriff galt der Main, und obwohl die Bomben ihr Ziel verfehlten, gab ihr Kapitän, angesichts seiner gefährlichen Ladung, sofort den Befehl zur Selbstversenkung und zum Verlassen des Schiffs. Nachdem die Besatzung in großer Hast in die Boote gegangen war (der Bootsmann ertrank dabei), feuerte die Draug etwa zehn Granaten in die Wasserlinie der Prise, um sie endgültig zu versenken.
Mit den 67 Besatzungsmitgliedern der Main als Kriegsgefangene an Bord fuhr Horve nach Sullom Voe auf den Shetlandinseln, wo die deutschen Seeleute am Abend an Land gesetzt wurden. Die Draug verlegte dann in Begleitung des französischen Zerstörers Boulonnais nach Scapa Flow, wo sie am Morgen des 11. April eintraf. Dort wurden eine Anzahl ihrer Besatzungsmitglieder auf verschiedene Schiffe der Royal Navy transferiert, auf denen sie im weiteren Verlauf des Norwegen-Kriegs dienten. Nur der Leitende Ingenieur blieb zunächst mit etwa 20 Mann technischem Personal an Bord, um das Schiff fahrbereit zu halten.

### Dienst im Rahmen der Royal Navy
Horve übernahm am 28. Juni 1940, als Nachfolger von Fregattenkapitän Ernst Ullring, den Befehl über den ebenfalls aus Norwegen entkommenen Zerstörer Sleipner, den er bis Dezember 1941 befehligte. Das Schiff wurde, im Rahmen der britischen Royal Navy, im Geleit- und Sicherungsdienst entlang der englischen und schottischen Ostküste eingesetzt. Danach diente Horve bis Ende Mai 1942 beim Oberkommando der norwegischen Marine in London. Vom 1. Juni 1942 bis zum 1. Juni 1943 befehligte er den von der Royal Navy bereits während des Baus ausgeliehenen Geleitzerstörer Glaisdale, den er offiziell am 12. Juni für die norwegische Marine in Dienst stellte und mit dem er ab August 1942 Geleitdienst an der englischen Ostküste und insbesondere im Ärmelkanal durchführte. Im November 1942 wurde er mit seinem Schiff zur Geleitzugsicherung bei der britisch-amerikanischen Invasion Französisch-Nordafrikas (Operation Torch) beordert. Dabei rettete die Glaisdale am 15. November etwa 120 Seemeilen nordwestlich von Gibraltar insgesamt 517 Seeleute des von Gibraltar nach England laufenden alliierten Geleitzuges MKF 1Y, deren Schiffe von dem deutschen U-Boot U 155 unter Kapitänleutnant Piening torpediert worden waren: 312 Überlebende des versenkten britischen Truppentransporters Ettrick (11.279 BRT), 12 Überlebende des ebenfalls versenkten Geleitflugzeugträgers HMS Avenger, sowie 193 Mann des schwer beschädigten US-amerikanischen Transportschiffs USS Almaack (AKA-10), das mit einer Rumpfbesatzung nach Gibraltar eingeschleppt werden konnte. Ab Dezember 1942 waren Horve und sein Schiff wieder an der englischen Südküste im Einsatz.
Am 1. Juni 1943 wurde Horve zum Kommandeur der auf den Shetlandinseln stationierten norwegischen MTB-Flottille ernannt. Deren Boote wurden von größeren Schiffen wie z. B. der alten Draug in die Nähe der norwegischen Küste und wieder zurück geschleppt, damit sie vor Norwegen Angriffe auf deutsche Geleitzüge durchführen konnten. Von Mitte 1944 bis Kriegsende diente Horve wieder beim norwegischen Marineoberkommando in London, zunächst als Leiter der Organisationsabteilung, dann als Leiter der Marinespezialdienste (Marinens Spesialtjeneste). Als solcher reiste er 1945 nach Schweden, um den Einsatz der speziell dafür vorgesehenen Marineoffiziere zu organisieren, die in den letzten Kriegsmonaten deutsche Sabotage norwegischer Hafenanlagen verhindern sollten (Operation Eisbär).

## Nachkriegszeit

### Marineoberbefehlshaber
Nach dem Ende des Kriegs war Horve einige Monate lang Stabschef beim norwegischen Marinekommando Süd und danach Leiter des Planungsstabs des Marineoberkommandos. 1946 wurde er zum Konteradmiral befördert und zum Befehlshaber der norwegischen Kriegsmarine ernannt. 1947 erfolgte seine Beförderung zum Vizeadmiral. Die Marine besaß in dieser Zeit mehrheitlich Schiffe britischen Ursprungs und der verschiedensten Typen, die norwegischen Bedingungen und Erfordernissen nur mangelhaft entsprachen und hohe Wartungs- und Betriebskosten verursachten. Dies, die hohen Erwartungen des Marineoffizierskorps für eine leistungsfähige Nachkriegs-Marine und die starke Einflussnahme der Politiker stellten große Anforderungen an ihn bei der Entwicklung und Einführung einer neuen Struktur und Strategie für die norwegische Marine. Von 1949 bis 1951 war Horve Befehlshaber des Marinekommandos Nord und militärischer Oberbefehlshaber in Nord-Norwegen und gleichzeitig Leiter der norwegischen Delegation bei der North European Planning Group, einer der ab Oktober 1949 eingerichteten fünf Regionalen Planungsgruppen der NATO, in London. Im Sommer 1951 wurde er erneut Oberbefehlshaber der Marine, als Nachfolger des zurückgetretenen Vizeadmirals Danielsen. Von diesem Amt trat er jedoch bereits im Oktober 1951 zurück, wie bereits Danielsen auf Grund von Differenzen mit dem jungen Verteidigungsminister Jens Christian Hauge und aus Protest gegen die seiner Ansicht nach unzureichenden Aufgaben, die nach Hauge der Marine im Rahmen der NATO zugewiesen werden sollten. Auf eigenen Antrag wurde er ehrenhaft aus dem Dienst entlassen.

### Weitere Laufbahn
Er ging in die Privatwirtschaft und arbeitete bis 1954 als Leiter der Seetangernte bei der Firma A/S Protan. Dann wurde er auf seinen Antrag hin wieder in die Marine aufgenommen, mit dem Rang eines Konteradmirals. Kurz darauf ging er im Auftrag der norwegischen Regierung und auf Einladung von Kaiser Haile Selassie nach Äthiopien, wo er den Wiederaufbau der dortigen Marine mit norwegischer Unterstützung leiten sollte. Diese Aufgabe legte er 1956 nieder, da er mit der äthiopischen Führungskultur und dem Fortschritt des Projekts unzufrieden war. Auch war es ihm nicht gelungen, den Verkauf veralteten norwegischen Kriegsmaterials nach Äthiopien zu arrangieren – eine Voraussetzung für die weitere staatliche Beteiligung an dem Projekt. Ab 1956 war er wieder in der Wirtschaft tätig. Von 1961 bis 1964 war er Geschäftsführender Direktor der norwegischen Philips A/S.

### Versorgung der Seekriegsveteranen
Nach seinem Ausscheiden aus der Marine engagierte Horve sich intensiv für die Belange der Kriegsveteranen aus Kriegs- und Handelsmarine, und 1968 wurde er Vorsitzender des Verbands der Kriegsseeleute. Insbesondere forderte er die Auszahlung des Teils ihrer Heuer, der während des Kriegs auf Grund eines mit Großbritannien getroffenen Abkommen in dem sogenannten Nortraship Geheimfonds einbehalten worden war, damit die norwegischen Heuern nicht zu hoch über englischen lagen. Der Fonds hielt bei Kriegsende insgesamt 43 Million NOK. Bemühungen der Veteranen in den ersten Nachkriegsjahren, angeführt von Leif Vetlesen, diese Gelder direkt an die Seeleute auszuzahlen und nicht, wie von der Regierung und der Seeleutegewerkschaft vorgesehen, zur Versorgung notleidender Seeleute beziehungsweise ihrer Witwen einzusetzen, waren nach langem Rechtsstreit gescheitert, als das Oberste Gericht Norwegens im Februar 1954 die Forderungen der Veteranen ablehnte. Diese Entscheidung verursachte erhebliche und langanhaltende Verbitterung unter den Betroffenen. Nachdem Horve das Anliegen wieder aufgriff und sich jahrelang dafür einsetzte, kam es 1972 zu einer endgültigen Lösung, als das Parlament, das Storting, Zahlungen von insgesamt 155 Million NOK beschloss, mit denen die überlebenden Seeleute der Nortraship und ihre Witwen eine monatliche Zuwendung von 180 NOK erhielten. Zu Horves Enttäuschung waren Veteranen der Kriegsmarine jedoch von dieser Regelung ausgeschlossen.
Auf Horves Betreiben wurde ein Nationaldenkmal für die im Krieg gefallenen Angehörigen der norwegischen Handelsmarine bei dem Norwegischen Maritimen Museum auf der Halbinsel Bygdøy (Oslo) errichtet.

## Ehrungen (Auswahl)
Horve wurde für seine Verdienste in Krieg und Frieden mehrfach ausgezeichnet:
- Kriegskreuz mit Schwert (Norwegen)
- Kommandeur des Sankt-Olav-Ordens mit Stern (Norwegen)
- Kriegsmedaille (Norwegen)
- Commander des Order of the British Empire (CBE) (Vereinigtes Königreich)
- Distinguished Service Cross (DSC) (Vereinigtes Königreich)
- Kommandeur der Ehrenlegion (Frankreich)
- Croix de guerre (Frankreich)
- Großkreuz des Dannebrogordens (Dänemark)

In Stavanger errichtete die Vereinigung der Marineveteranen im Jahr 1977 das Horve-Denkmal mit Dank für seine Bemühungen um ihr Wohlergehen.